# Tropical Fuck Storm
Tropical Fuck Storm est un groupe de rock australien, originaire de Melbourne, Victoria. Formé en 2017 par Gareth Liddiard et Fiona Kitschin de The Drones, Lauren Hammel et Erica Dunn, leur style musical est caractérisé par des éléments d'art punk, de noise rock et de rock expérimental.

## Membres
- Gareth Liddiard - chant principal, chœurs, guitare
- Fiona Kitschin - chœurs, voix principale, guitare basse
- Erica Dunn - chœurs, voix principale, guitare, claviers, synthétiseur
- Lauren Hammel - batterie, programmation, MPC

## Discographie

### Albums studio
- 2018 : A Laughing Death in Meatspace
- 2019 : Braindrops
- 2021 : Deep States
- 2023 : Submersive Behaviour (Album de reprises)
- 2023 : Goody Goody Gumdrops (Bande-son de leur film du même nom, composée de reprises des albums précédents)
- 2025 : Fairyland Codex

### Albums live
- 2024 : Tropical Fuck Storm's Inflatable Graveyard

### EP
- 2022 : Satanic Slumber Party avec King Gizzard and the Lizard Wizard
- 2022 : Moonburn

## Distinctions

### APRA Awards
Les APRA Awards sont décernés chaque année depuis 1982 par la Australasian Performing Right Association (APRA), « en l'honneur des compositeurs et des auteurs-compositeurs. »
| Année | Titre                                                                                          | Catégorie          | Résultat   | Réf   |
| ----- | ---------------------------------------------------------------------------------------------- | ------------------ | ---------- | ----- |
| 2019  | Paradise de Tropical Fuck Storm (Erica Dunn / Gareth Liddiard / Fiona Kitchin / Lauren Hammel) | Chanson de l'année | En suspens | [ 1 ] |

### ARIA Music Awards
Les ARIA Music Awards sont une cérémonie annuelle présentée par l'Australian Recording Industry Association (ARIA), qui récompense l'excellence, l'innovation et les réalisations dans tous les genres de la musique australienne. Ils ont débuté en 1987.
| Année | Titre       | Catégorie                                                | Résultat | Réf |
| ----- | ----------- | -------------------------------------------------------- | -------- | --- |
| 2021  | Deep States | ARIA Award du meilleur album de hard rock ou heavy metal | Lauréat  | ,   |

### Music Victoria Awards
Les Music Victoria Awards, sont une soirée annuelle de remise de prix célébrant la musique victorienne. Ils ont débuté en 2005 (bien que les nommés et les gagnants soient inconnus de 2005 à 2012).
| Année | Titre                         | Catégorie                   | Résultat   |
| ----- | ----------------------------- | --------------------------- | ---------- |
| 2018  | A Laughing Death in Meatspace | Meilleur album de rock/punk | Nomination |
| 2018  | Eux-mêmes                     | Meilleur groupe             | Nomination |
| 2018  | Erica Dunn                    | Meilleure musicienne        | Nomination |
| 2018  | Gareth Liddiard               | Meilleur musicien           | Nomination |
| 2019  | Braindrops                    | Meilleur album de rock/punk | Lauréat    |
| 2019  | Eux-mêmes                     | Meilleur groupe             | Nomination |
| 2019  | Eux-mêmes                     | Meilleur groupe scénique    | Nomination |
| 2019  | Erica Dunn                    | Meilleure musicienne        | Lauréat    |
| 2019  | Gareth Liddiard               | Meilleur musicien           | Nomination |
| 2020, | Erica Dunn                    | Meilleur musicien           | Nomination |
| 2020, | Gareth Liddiard               | Meilleur musicien           | Nomination |
| 2021, | Erica Dunn                    | Meilleur musicien           | Nomination |

### National Live Music Awards
Les National Live Music Awards (NLMAs) sont une large reconnaissance de l'industrie live diversifiée de l'Australie, célébrant le succès de la scène live australienne. Les prix ont été décernés pour la première fois en 2016.
| Année | Titre                                 | Catégorie                               | Résultat   |
| ----- | ------------------------------------- | --------------------------------------- | ---------- |
| 2018, | Eux-mêmes                             | Meilleur nouveau groupe                 | Lauréat    |
| 2018, | Eux-mêmes                             | Meilleur groupe scénique de hard rock   | Lauréat    |
| 2018, | Gareth Liddiard (Tropical Fuck Storm) | Meilleur guitariste live de l'année     | Lauréat    |
| 2018, | Erica Dunn (Tropical Fuck Storm)      | Meilleur instrumentiste live de l'année | Nomination |
| 2019, | Lauren Hammel (Tropical Fuck Storm)   | Meilleur batteur de l'année             | Lauréat    |
| 2019, | Erica Dunn (Tropical Fuck Storm)      | Meilleure guitariste live de l'année    | Lauréat    |
| 2020  | Eux-mêmes                             | Meilleur groupe de l'année              | Nomination |
| 2020  | Fiona Kitschin (Tropical Fuck Storm)  | Meilleure bassiste live de l'année      | Nomination |